# Tipula (Lunatipula) montifer montifer
Tipula (Lunatipula) montifer montifer is een ondersoort van de tweevleugelige Tipula (Lunatipula) montifer uit de familie langpootmuggen (Tipulidae). De ondersoort komt voor in het Palearctisch gebied.